# Guillermo Subiabre
Guillermo Subiabre Astorga (Osorno, 25 febbraio 1903 – 11 luglio 1964) è stato un calciatore cileno, di ruolo attaccante.

## Carriera
Con la Nazionale cilena è stato autore di 2 reti nel campionato mondiale di calcio del 1930.